# 通福桥
23°06′12″N 113°12′36″E / 23.10333°N 113.21000°E
通福桥位于中国广东省广州市荔湾区石围塘街道秀水社区芳村大道西五眼桥横街秀水涌上，是一座明代所建的五孔石拱桥，2008年被列为广东省文物保护单位。

## 历史
通福桥建于明万历四十年，由户部尚书、南海县佛山镇人氏李待问主持出资修建，故又称“李公桥”。桥为石拱桥，共有五孔，故俗称“五眼桥”。桥下河涌名为秀水涌，河边的村子名为秀水村。桥建成后，成为佛山到广州城的交通要道，五眼桥的名气越来越大，以至于秀水村也被称为五眼桥村。

## 地位
古桥是400年前的广州城西度海陆路，为后世所称的省佛通衢的起点，被称为省佛通衢第一桥。 据古记载：
|  | 嘉慶間重修，費金巨萬。橋為省佛通衢西水渡頭，十八鄉船往來均泊此。在大通堡。 |

该桥和盐步河东三眼桥，分别被广州和佛山列为文物保护单位，两者相当为孖生桥。过去佛山地方的书生要入省城考试，一定要经五眼桥，中举后会骑着高头大马或者坐八人大轿返乡。延至当下，当地保留旧俗，演变为有准备参加中考或高考的年轻人，都会被老人家带去走下五眼桥，祈求考试出彩。
- 东面
- 西北面
- 桥面（近处为南面）
- 桥墩西面